# Mesoleptus gracilis
Mesoleptus gracilis är en stekelart som först beskrevs av Forster 1876.  Mesoleptus gracilis ingår i släktet Mesoleptus och familjen brokparasitsteklar. Inga underarter finns listade i Catalogue of Life.